# Saleh Youssef
Saleh Youssef (arab. ‏سله يأسسف‎, ur. 25 lipca 1982 roku w Gizie) – egipski siatkarz grający na pozycji przyjmującego; reprezentant Egiptu.
Od początku swojej zawodowej kariery występuje w egipskim klubie – Zamalek Sporting Club. Wygrał z nim dwukrotnie (w 2008 i 2009 roku) Puchar Mistrzów Klubowych.
W reprezentacji zadebiutował w meczu przeciwko Japonii.

## Kariera reprezentacyjna
- 2006 – Liga Światowa
- 2006 – Mistrzostwa Świata
- 2007 – Liga Światowa
- 2007 – Mistrzostwa Afryki
- 2008 – Liga Światowa
- 2008 – Igrzyska Olimpijskie
- 2009 – Mistrzostwa Afryki
- 2009 – Puchar Wielkich Mistrzów